# Бад-Радкерсбург
Бад-Радкерсбург (нем. Bad Radkersburg, словен. Radgona, ист. венг. Regede) — город в Австрии, в федеральной земле Штирия.
Входит в состав округа Зюдостштайермарк. Население составляет 1442 человека (на 31 декабря 2005 года). Занимает площадь 2,17 км². Официальный код — 6 15 13.

## Политическая ситуация
Бургомистр коммуны — Петер Мерлини (BBR) по результатам выборов 2005 года.
Совет представителей коммуны (нем. Gemeinderat) состоит из 15 мест.
- АНП занимает 5 мест.
- Партия BBR занимает 5 мест.
- СДПА занимает 4 места.
- Зелёные занимают 1 место.

## Известные жители
- Ариберт Хайм (1914—1992) — врач и военный преступник.
- Леопольд Вьеторис (1891—2002) — математик
- Петер Люттенберг (род. 1972) — шоссейный велогонщик